# Larry Wilmore
Elister Larry Wilmore. conhecido por Larry Wilmore (Los Angeles, 30 de outubro de 1961) é um ator, produtor e diretor. Seu principal trabalho é como o criador da série The Bernie Mac Show.
Ele também já escreveu alguns episódios para as séries In Living Color, The Office e Um Maluco no Pedaço.
Wilmore cresceu no subúrbio de Los Angeles filho de um família católica. Seu pai era doutor e seu irmão mais novo, Mark Wilmore também é escritor de TV, produtor e diretor, inclusive, ele escreveu episódios de Os Simpsons.
Hoje em dia, ele vem aparecendo pouco e com personagens secundários. Seus últimos filmes foram Eu Te Amo, Cara de 2009 e Um Jantar para Idiotas de 2010